# Krempermoor
Krempermoor er en by og kommune i det nordlige Tyskland, beliggende i Amt Krempermarsch i den sydlige del af Kreis Steinburg. Kreis Steinburg ligger i sydvestlige del af delstaten Slesvig-Holsten.

## Geografi
Krempermoor ligger tre kilometer syd for Itzehoe i et udstrakt moseområde. Umiddelbart nord for kommunegrænsen ligger stationen i byen Kremperheide, som Krempermoor nærmest er sammenvokset med.